# Sulglicotide
Sulglicotide (hoặc sulglycotide) là một loại thuốc được sử dụng cho loét dạ dày và bệnh trào ngược dạ dày thực quản.